# Новый Свет (Широковский сельсовет)
Новый Свет (бел. Новы Свет) — упразднённый посёлок в Широковском сельсовете Буда-Кошелёвского района Гомельской области Белоруссии.
В связи с радиационным загрязнением после Чернобыльской катастрофы жители (14 семей) переселены в чистые места.
На севере граничит с лесом.

## География

### Расположение
В 20 км на восток от районного центра и железнодорожной станции Буда-Кошелёвская (на линии Жлобин — Гомель), 30 км от Гомеля.

### Гидрография
На юге – мелиоративный канал.

## Транспортная сеть
Транспортные связи по просёлочной дороге, затем по шоссе Довск — Гомель. Планировка состоит из двух коротких, параллельных между собой улиц, ориентированных с юго-запада на северо-восток и застроенных деревянными домами усадебного типа.

## История
Основан в начале XX века переселенцами с соседних деревень. В 1926 году в Липском сельсовете Уваровичского района Гомельского округа. В 1929 году жители посёлка вступили в колхоз. В 1959 году входил в состав совхоза «Коминтерн» (центр — деревня Широкое).

## Население

### Численность
- 2010 год — жителей нет.

### Динамика
- 1926 год — 14 дворов, 63 жителя.
- 1959 год — 78 жителей (согласно переписи).
- 1990-е — жители (14 семей) переселены.